# 西域圖記
《西域圖記》由裴矩在隋朝編寫，是一本以記錄西域各國地理資料為主的地方志。原書共有三卷，合四十四國，今已散佚，只有《隋書·裴矩傳》收錄了它的序言。隋朝統一南北後，準備經營西域，裴矩眼見朝廷對西域諸國了解不足，於是編寫《西域圖記》。裴矩最遲在大業二年(606年) 正月撰寫《西域圖記》，成書時間大約在同年七月前。其後裴矩將《西域圖記》獻給隋煬帝，隋煬帝非常欣賞它。大業五年(609 年)，煬帝親征吐谷渾與裴矩獻書有密切的關係。
《西域圖記·序》曰：「發自敦煌，至于西海，凡為三道，各有襟帶。」，《西域圖記》應該載有由敦煌至西海（地中海）的三條路線。因為《西域圖記》所載的「三道」諸國多為富商大賈「周遊經涉」所至者，和皆「利盡西海, 多產珍異」, 即因通「西海」而得貿易之利者，與及「皆餘千戶」者,「山居之屬」多有不載，所以《西域圖記》所列的「三道」諸國比較疏略。
一般相信《西域圖記》是《隋書·西域傳》的主要資料來源，可是《隋書》的作者似乎只是依照政府檔案去編寫，無意複述《西域圖記》的內容。不過，由於裴矩曾經奉詔赴武威、張掖間向諸國招安，他獲得的西域諸國情報必定被隋朝政府記錄在案，因此《隋書》有機會間接地吸引了當時《西域圖記》尚未佚失的內容。北宋《册府元龜·外臣部·土风三》部份內容相信是《西域圖記》吐火羅國的佚文。雖然無法知道《西域圖記》確實的散佚時間，但是北宋年間成書的《太平寰宇記》及《太平御覽》都引用《西域圖記》，本書內容宋代尚能見到。

## 《西域圖記》序言
臣聞禹定九州，導河不踰積石，秦兼六國，設防止及臨洮。故知西胡雜種，僻居遐裔，禮教之所不及，書典之所罕傳。自漢氏興基，開拓河右，始稱名號者，有三十六國，其後分立，乃五十五王。仍置校尉、都護，以存招撫。然叛服不恒，屢經征戰。後漢之世，頻廢此官。雖大宛以來，略知戶數，而諸國山川未有名目。至如姓氏風土，服章物產，全無纂錄，世所弗聞。復以春秋遞謝，年代久遠，兼贈誅討，互有興亡。或地是故邦，改從今號，或人非舊類，因襲昔名。兼復部民交錯，封疆移改，戎秋音殊，事難窮驗。于闐之北，冈嶺以東，考于前史，三十餘國。其後更相屠滅，僅有十存。自餘淪沒，掃地俱盡，空有丘墟，不可記識。
皇上膺天育物，無隔華夷，率土黔黎，莫不慕化。風行所及，日入以來，職貢皆通，無遠不至。臣既因撫納，監知關市，尋討書傳，訪採胡人，或有所疑，即詳红口。依其本國服飾儀形，王及庶人，各顯容止，即丹青模寫，為西域圖記，共成三卷，合四十四國。仍別造地圖，窮其要害。從西頃以去，北海之南，縱橫所異，將二萬里。諒由富商大賈，周遊經涉，故諸國之事罔不璤知。復有幽荒遠地，卒訪難曉，不可憑虛，是以致闕。而二漢相踵，西域為傳，戶民數十，即稱國王，徒有名號，乃乖其實。今者所編，皆餘千戶，利盡西海，多產珍異。其山居之屬，非有國名，及部落小者，多亦不載。
發自敦煌，至于西海，凡為三道，各有襟帶。北道從伊吾，經蒲類海鐵勒部，突厥可汗庭，度北流河水，至拂菻國，達于西海。其中道從高昌，焉耆，龜茲，疏勒，度冈嶺，又經鏺汗，蘇對沙那國，康國，曹國，何國，大、小安國，穆國，至波斯，達于西海。其南道從鄯善，于闐，朱俱波、喝槃陀，度冈嶺，又經護密，吐火羅，挹怛，诺延，漕國，至北婆羅門，達于西海。其三道諸國，亦各自有路，南北交通。其東女國、南婆羅門國等，並隨其所往，諸處得達。故知伊吾、高昌、鄯善，並西域之門戶也。總湊敦煌，是其咽喉之地。
以國家威德，將士驍雄，汎濛汜而揚旌，越塄崙而躍馬，易如反掌，何往不至！但突厥、吐渾分領羌胡之國，為其擁遏，故朝貢不通。今並因商人密送誠款，引領翹首，願為臣妾。聖情含養，澤及普天，服而撫之，務存安輯。故皇華遣使，弗動兵車，諸蕃既從，渾、厥可滅。混一戎夏，其在茲乎！不有所記，無以表威化之遠也。